# Мушин (Лагос)
Муши́н (англ. Mushin) — район міста Лагос на південному заході Нігерії. В минулому окреме місто. Знаходиться за 10 км від центру Лагосу по дорозі на Ікеджу.
У Мушині знаходяться підприємства 5 великих нігерійських компаній:
- Асвані — текстильна промисловість
- Іласамаджа-Ісоло — алюмінієва, меблева, швейна, текстильна, взуттєва промисловості, виробництво пластмас
- Ілупеджу — електротехнічна, харчова промисловості
- Маторі — взуттєва, меблева, електротехнічна, харчова промисловості
- Нестле-Нігерія — харчова промисловість

Розташовані 4 великих торгових центри:
- Лапідо-Автомобіль
- Оджувоє
- Аладесуру
- Далеко

Працює Лагоський педагогічний університет, 3 театри (Ідера, Рейнбоу, Джебако).
У Мушині народились музиканти Сікіру Аїнде, Сір Шина, Кінг Санні.